# Daniel Brière
Daniel „Danny“ Brière (* 6. října 1977, Gatineau, Québec) je bývalý kanadský hokejový útočník, který odehrál bezmála tisíc utkání v základní části severoamerické NHL.

## Úspěchy

### Individuální úspěchy
- CHL All-Rookie Team – 1994/95
- QMJHL All-Rookie Team – 1994/95
- Michel Bergeron Trophy – 1994/95
- Marcel Robert Trophy – 1994/95
- CHL Top Scorer Award – 1995/96
- QMJHL Humanitarian of the Year – 1995/96
- Nejlepší nahrávač QMJHL – 1995/96
- Nejproduktivnější hráč QMJHL – 1995/96
- Jean Béliveau Trophy – 1995/96
- QMJHL 2. All-Star Team – 1995/96, 1996/97
- CHL 3. All-Star Team – 1996/97
- Frank J. Selke Memorial Trophy – 1996/97
- AHL All-Rookie Team – 1997/98
- Dudley „Red“ Garrett Memorial Award – 1997/98
- NHL All-Star Game – 2007, 2010
- Nejproduktivnější hráč playoff NHL – 2009/10

### Kolektivní úspěchy
- Zlatá medaile z MSJ – 1997
- Zlatá medaile z MS – 2003, 2004

## Prvenství
- Debut v NHL – 19. března 1998 (Phoenix Coyotes proti Colorado Avalanche)
- První gól v NHL – 21. března 1998 (Los Angeles Kings proti Phoenix Coyotes, kanadskému brankáři Stéphane Fiset)
- První asistence v NHL – 1. listopadu 1998 (Los Angeles Kings proti Phoenix Coyotes)
- První hattrick v NHL – 5. prosince 2006 (Tampa Bay Lightning proti Buffalo Sabres)

## Klubové statistiky
| Sezóna       | Klub                     | Soutěž       |     | Základní část | Základní část | Základní část | Základní část | Základní část |    | Play off | Play off | Play off | Play off | Play off |
| Sezóna       | Klub                     | Soutěž       | Z   | G             | A             | B             | TM            | Z             | G  | A        | B        | TM       |          |          |
| 1994–95      | Drummondville Voltigeurs | QMJHL        | 72  | 51            | 72            | 123           | 54            | 4             | 2  | 3        | 5        | 2        |          |          |
| 1995–96      | Drummondville Voltigeurs | QMJHL        | 67  | 67            | 96            | 163           | 84            | 6             | 6  | 12       | 18       | 8        |          |          |
| 1996–97      | Drummondville Voltigeurs | QMJHL        | 59  | 52            | 78            | 130           | 86            | –             | –  | –        | –        | –        |          |          |
| 1997–98      | Springfield Falcons      | AHL          | 68  | 36            | 56            | 92            | 42            | 4             | 1  | 2        | 3        | 4        |          |          |
| 1997–98      | Phoenix Coyotes          | NHL          | 5   | 1             | 0             | 1             | 2             | –             | –  | –        | –        | –        |          |          |
| 1998–99      | Phoenix Coyotes          | NHL          | 64  | 8             | 14            | 22            | 30            | –             | –  | –        | –        | –        |          |          |
| 1998–99      | Springfield Falcons      | AHL          | 13  | 2             | 6             | 8             | 20            | 3             | 0  | 1        | 1        | 2        |          |          |
| 1998–99      | Las Vegas Thunder        | IHL          | 1   | 1             | 1             | 2             | 0             | –             | –  | –        | –        | –        |          |          |
| 1999–00      | Springfield Falcons      | AHL          | 58  | 29            | 42            | 71            | 56            | –             | –  | –        | –        | –        |          |          |
| 1999–00      | Phoenix Coyotes          | NHL          | 13  | 1             | 1             | 2             | 0             | 1             | 0  | 0        | 0        | 0        |          |          |
| 2000–01      | Springfield Falcons      | AHL          | 30  | 21            | 25            | 46            | 30            | –             | –  | –        | –        | –        |          |          |
| 2000–01      | Phoenix Coyotes          | NHL          | 30  | 11            | 4             | 15            | 12            | –             | –  | –        | –        | –        |          |          |
| 2001–02      | Phoenix Coyotes          | NHL          | 78  | 32            | 28            | 60            | 52            | 5             | 2  | 1        | 3        | 2        |          |          |
| 2002–03      | Phoenix Coyotes          | NHL          | 68  | 17            | 29            | 46            | 50            | –             | –  | –        | –        | –        |          |          |
| 2002–03      | Buffalo Sabres           | NHL          | 14  | 7             | 5             | 12            | 12            | –             | –  | –        | –        | –        |          |          |
| 2003–04      | Buffalo Sabres           | NHL          | 82  | 28            | 37            | 65            | 70            | –             | –  | –        | –        | –        |          |          |
| 2004–05      | SC Bern                  | NL A         | 36  | 17            | 29            | 46            | 26            | 11            | 1  | 6        | 7        | 2        |          |          |
| 2005–06      | Buffalo Sabres           | NHL          | 48  | 25            | 33            | 58            | 48            | 18            | 8  | 11       | 19       | 12       |          |          |
| 2006–07      | Buffalo Sabres           | NHL          | 81  | 32            | 63            | 95            | 89            | 16            | 3  | 12       | 15       | 16       |          |          |
| 2007–08      | Philadelphia Flyers      | NHL          | 79  | 31            | 41            | 72            | 68            | 17            | 9  | 7        | 16       | 20       |          |          |
| 2008–09      | Philadelphia Flyers      | NHL          | 29  | 11            | 14            | 25            | 26            | 6             | 1  | 3        | 4        | 8        |          |          |
| 2008–09      | Philadelphia Phantoms    | AHL          | 3   | 1             | 4             | 5             | 4             | –             | –  | –        | –        | –        |          |          |
| 2009–10      | Philadelphia Flyers      | NHL          | 75  | 26            | 27            | 53            | 71            | 23            | 12 | 18       | 30       | 18       |          |          |
| 2010–11      | Philadelphia Flyers      | NHL          | 77  | 34            | 34            | 68            | 87            | 11            | 7  | 2        | 9        | 14       |          |          |
| 2011–12      | Philadelphia Flyers      | NHL          | 70  | 16            | 33            | 49            | 69            | 11            | 8  | 5        | 13       | 4        |          |          |
| 2012–13      | Eisbären Berlin          | DEL          | 21  | 10            | 24            | 34            | 24            | —             | —  | —        | —        | —        |          |          |
| 2012–13      | Philadelphia Flyers      | NHL          | 34  | 6             | 10            | 16            | 10            | —             | —  | —        | —        | —        |          |          |
| 2013–14      | Montreal Canadiens       | NHL          | 69  | 13            | 12            | 25            | 30            | 16            | 3  | 4        | 7        | 4        |          |          |
| 2014–15      | Colorado Avalanche       | NHL          | 57  | 8             | 4             | 12            | 18            | —             | —  | —        | —        | —        |          |          |
| NHL celkem   | NHL celkem               | NHL celkem   | 973 | 307           | 389           | 696           | 744           | 124           | 53 | 63       | 116      | 98       |          |          |
| AHL celkem   | AHL celkem               | AHL celkem   | 172 | 89            | 133           | 222           | 152           | 7             | 1  | 3        | 4        | 6        |          |          |
| QMJHL celkem | QMJHL celkem             | QMJHL celkem | 198 | 170           | 246           | 416           | 224           | 10            | 8  | 15       | 23       | 10       |          |          |

## Reprezentace
| Rok                    | Tým                    | Soutěž                 | Z  | G | A  | B  | TM |
| ---------------------- | ---------------------- | ---------------------- | -- | - | -- | -- | -- |
| 1994                   | Kanada 18'             | MIH                    | 5  | 2 | 3  | 5  | 4  |
| 1997                   | Kanada 20'             | MSJ                    | 7  | 2 | 4  | 6  | 2  |
| 2003                   | Kanada                 | MS                     | 9  | 4 | 5  | 9  | 6  |
| 2004                   | Kanada                 | MS                     | 9  | 2 | 6  | 8  | 6  |
| Juniorská reprezentace | Juniorská reprezentace | Juniorská reprezentace | 12 | 4 | 7  | 11 | 6  |
| Seniorská reprezentace | Seniorská reprezentace | Seniorská reprezentace | 18 | 6 | 11 | 17 | 12 |